# Aedes alcasidi
Aedes alcasidi är en tvåvingeart som beskrevs av Huang 1972. Aedes alcasidi ingår i släktet Aedes och familjen stickmyggor. Inga underarter finns listade i Catalogue of Life.